# Asparagus arborescens
Asparagus arborescens — вид рослин із родини холодкових (Asparagaceae).

## Біоморфологічна характеристика
Вид вирізняється тим, що це кущ із несильно колючими кладодіями, розміром понад 4 см, більш-менш м'ясистими й циліндричними, розташованими в нещільних пучках. Гілки не лускаті, а плоди червонуваті.

## Середовище проживання
Ендемік Канарських островів, де росте на всіх семи найбільших островах архіпелагу: Тенерифе, Фуертевентура, Гран-Канарія, Лансароте, Ла-Пальма, Ла-Гомера та Ель-Йєрро.
Зростає в низинних сухих районах, часто на кам'янистих схилах в угрупованнях Euphorbia.

## Використання
A. arborescens є диким родичем і потенційним донором гена спаржі, A. officinalis.

## Загрози й охорона
Населення за межами заповідних територій перебуває під загрозою розвитку туризму й будівництва нових доріг. Надмірний випас кіз і кроликів є додатковою загрозою, особливо на Фуертевентурі та Лансароте. Інвазивні види, як-от Opuntia, Agave і збільшення популяції Pennisetum setaceum також є загрозами.
Деякі популяції зустрічаються в межах наявних заповідних територій; однак, ці популяції не контролюються й тут також виникає проблема інвазивних видів і надмірного випасу.